# Жарко Лазетич
Жарко Лазетич (серб. Жарко Лазетић / Žarko Lazetić нар 22 лютого 1982, Тітова Митровиця) — сербський футболіст і футбольний тренер. З 2024 року очолює «Маккабі» (Тель-Авів).

## Ігрова кар'єра
Вихованець белградської «Црвени Звезди», а але на дорослому рівні дебютував у клубі «Обилич». Згодом грав за «Сартид» (Смедерево), а у 2002 році перейшов до «Белграда» з другого дивізіону, де провів два роки, після чого ще два роки грав за іншу команду цього дивізіону, «Бежанію».
У грудні 2006 року було оголошено, що Лазетич погодився приєднатися до «Партизану» в січневе трансферне вікно разом зі своїм товаришем по команді Антоніо Рукавиною. Невдовзі після приєднання до «Партизану» він забив гол за «чорно-білих» у вічному дербі в лютому 2007 року, коли «Партизан» переміг «Црвену Звезду» з рахунком 4:2 на своєму домашньому полі. Лазетич виграв з командою чемпіонат та Кубок Сербії у сезоні 2007/08, але основним гравцем так і не став.
У липні 2008 року Лазетич перейшов до «Войводини», де провів один рік, після чого відправився за кордон і приєднався до грецького клубу «Родос». Він забив дев'ять голів у Бета Етнікі сезону 2009/10, але не зміг допомогти команді уникнути вильоту.
На початку 2011 року Лазетич переїхав до Індонезії, щоб грати за «Персіс Соло» під керівництвом свого співвітчизника Бранко Бабича. Згодом він повернувся до Сербії, де недовго грав за «Явора» та «Бежанію», а потім завершив ігрову кар'єру влітку 2013 року.

## Тренерська кар'єра
Лазетич розпочав свою тренерську кар'єру в клубі «Срем» (Яково) з Сербської ліги Белград влітку 2014 року.
У жовтні 2015 року Лазетич почав працювати помічником тренера Івана Томича в «Телеоптику». Після того як Томич очолив «Партизан» у грудні того ж року, Лазетич приєднався до нього як асистент і у цій команді. Він працював асистентом до відставки Томича наприкінці липня 2016 року через погані результати. У жовтні 2016 року Лазетич очолив юнацьку команду «Партизану», з якою він виграв юнацький чемпіонат Сербії в сезоні 2016/17 років.
У червні 2018 року Лазетич повернувся до основної команди «чорно-білих», цього разу як асистент Мирослава Джукича. На початку серпня 2018 року Джукича було звільнено, а Лазетич залишився працювати в тренерському штабі «Партизана» під керівництвом нового тренера Зорана Мірковича. Після звільнення Мірковича у березні 2019 року Лазетич виконував обов'язки головного тренера «Партизана» у двох матчах. Він здобув перемогу в Кубку проти «Напретка» (4:0) та зазнав поразки в чемпіонаті проти «Спартака» з Суботиці (1:3).
У квітні 2019 року він обійняв посаду головного тренера «Телеоптика», який на той час боролася за виживання в другому дивізіоні Сербії. Лазетич посів з «Телеоптиком» 15 місце і вилетів до третього дивізіону, але залишився в тренерському штабі, щоб очолити команду в Сербській лізі Белград. Він був на лаві запасних «Телеоптика» до 31 жовтня 2019 року, коли покинув клуб через погані результати. Команда Лазетича набрала дев'ять очок після перших 11 матчів у третьому дивізіоні змагань і посідала останнє, 16-те місце в турнірній таблиці. Втім, у Кубку Сербії «Телеоптик» несподівано вибив команду Суперліги «Вождовац» у 1/16 фіналу.
У червні 2020 року його призначили тренером «Металаца» з Горні Мілановаца. Він залишив їх у листопаді 2021 року, щоб очолити клуб ТСЦ (Бачка-Топола).
24 червня 2024 року Лазетича було призначено тренером «Маккабі» (Тель-Авів). У сезоні 2024/25 він вивів команду до групового етапу Ліги Європи після перемоги 3:0 та 5:1 у кваліфікації над своєю колишньою командою, ТСЦ. Сербський спеціаліст також привів «Маккабі» до перемоги в Кубку Тото 2024/25 та чемпіонаті Ізраїлю, після чого 4 червня 2025 року він продовжив свій контракт з клубом ще на один сезон.

## Досягнення

### Як гравець
- Чемпіон Сербії (1): 2007/08.
- Володар Кубка Сербії (1): 2007/08.

### Як тренер
- Чемпіон Ізраїлю: 2024/25
- Володар Кубка Тото: 2024–25
- Володар Суперкубка Ізраїлю (1): 2024.

### Індивідуальні
- Найкращий бомбардир Першої ліги Сербії (1): 2005/06
- Найкращий бомбардир Кубка Сербії (1): 2006/07
- Тренер місяця сербської Суперліги (1): липень 2021

## Особисте життя
Його старший брат, Никола Лазетич, також був футболістом, грав за збірну Сербії і Чорногорії.